# Oostelijke harlekijndikkop
De oostelijke harlekijndikkop (Falcunculus frontatus) is een zangvogel uit de familie Falcunculidae. De vogel werd in 1802 door John Latham beschreven in het geslacht Lanius als L. frontatus.

## Kenmerken
De lichaamslengte bedraagt 15 tot 19 cm. Het is kleine vogel met een opvallend zwart witpatroon op de kop en verder een gele borst en olijfgroene bovendelen.

## Leefwijze
Zijn voedsel bestaat voornamelijk uit insecten, die de vogel zoekt onder boomschors die hij met zijn krachtige snavel van de boom lostrekt.

## Verspreiding en leefgebied
Deze soort is endemisch in Australië van noordoostelijk Queensland tot in zuidoostelijk Zuid-Australië en Victoria. De leefgebieden liggen in uiteenlopende habitats, van regenwouden tot tuinen.

## Status
De oostelijke harlekijndikkop heeft een groot verspreidingsgebied en daardoor is de kans op de status kwetsbaar (voor uitsterven) uiterst gering. De grootte van de populatie is niet gekwantificeerd, maar de aantallen gaan achteruit door habitatverlies. Echter, het tempo van achteruitgang ligt onder de 30% in tien jaar (minder dan 3,5% per jaar). Om deze redenen staat deze harlekijndikkop als niet bedreigd op de Rode Lijst van de IUCN.